# Anolis cupreus
Espèce
Synonymes
- Norops cupreus (Hallowell, 1860)
- Norops cupreus cupreus (Hallowell, 1860)
- Anolis hoffmanni Peters, 1863
- Norops cupreus hoffmanni (Peters, 1863)
- Norops cupreus dariense (Fitch & Seigel, 1984)
- Norops cupreus spilomelas (Fitch, Echelle & Echelle, 1972)

Anolis cupreus est une espèce de sauriens de la famille des Dactyloidae. 

## Répartition
Cette espèce se rencontre au Honduras, au Nicaragua et au Costa Rica.

## Liste des sous-espèces
Selon The Reptile Database (8 janvier 2013) :
- Anolis cupreus cupreus Hallowell, 1860
- Anolis cupreus dariense Fitch & Seigel, 1984
- Anolis cupreus hoffmanni Peters, 1863
- Anolis cupreus spilomelas Fitch, Echelle & Echelle, 1972

## Publications originales
- Fitch & Seigel, 1984 : Ecological and taxonomic notes on Nicaraguan anoles. Milwaukee Public Museum. Contributions in Biology and Geology, no 57, p. 1-13.
- Fitch, Echelle & Echelle, 1972 : Variation in the Central American iguanid lizard Anolis cupreus, with the description of a new subspecies. Occasional papers of the Museum of Natural History, The University of Kansas, no 8, p. 1-20 (texte intégral).
- Hallowell, 1861 "1860" : Report upon the Reptilia of the North Pacific Exploring Expedition, under command of Capt. John Rogers, U. S. N. Proceedings of the Academy of Natural Sciences of Philadelphia, vol. 12, p. 480-510 (texte intégral).
- Peters, 1863 : Über einige neue oder weniger bekannte Schlangenarten des zoologischen Museums zu Berlin. Monatsberichte der Königlich Preussischen Akademie der Wissenschaften zu Berlin, vol. 1863, p. 272-289 (texte intégral).